# Leptothorax finzii
Leptothorax finzii är en myrart som beskrevs av Menozzi 1925. Leptothorax finzii ingår i släktet smalmyror, och familjen myror. Inga underarter finns listade i Catalogue of Life.